# وزغ مامای ماجورکان
وزغ مامای ماجورکان (نام علمی: Alytes muletensis) نام یک گونه از تیره قورباغه‌های دهان‌گرد است.